# Обезкосмяване
Обезкосмяването е начин да се премахне нежелано окосмяване по тялото.

## Причини за обезкосмяване
Премахването на окосмяването се практикува от векове в почти всички общества и култури. Начините на обезкосмяване са били различни на различни места и епохи, но най-често се е прибягвало към бръсненето. Причините също са много и различни.

### Медицински причини
- В Древен Египет, когато не са разполагали с инсектициди, много хора депилирали телата си, за да се предпазят от въшки, бълхи и други паразити, които намират убежище в окосмените части от тялото.

- Навремето по хигиенни причини телата на пациентите са се обезкосмявали преди хирургическа намеса, днес се обезкосмява само областта на самата намеса. Косата се стриже и бръсне при въшки или да се намали неприятната телесна миризма, причинена от микроорганизми в косата.

- На хора, страдащи от трихиаза на клепача, се налага да отстраняват подкожно растящите мигли.

- При много форми на рак на пациентите се налага да се подложат на химиотерапия, която често причинява (неравномерно) опадане на голямо количество коса, поради което много от пациентите предпочитат сами да обръснат главите си преди да започнат процедурите.

### Социални, културни и сексуални причини
Косата и окосмяването играят социална роля в човешкото общество, поради което има и социални причини те да бъдат отстранявани. В много култури има естетически „идеал“ за окосмяването при мъжете и жените. Хора, чието окосмяване нарушава тези стандарти, могат да изпитват въображаеми или истински проблеми с приема си в обществото.
- Много мъже в западните култури бръснат лицевото си окосмяване и много малко от тях поддържат брада, въпреки че изпитват неудобството от ежедневното „гладко“ бръснене. Причините са различни – неравномерното окосмяване от брадата до скулите, различния цвят на косата и брадата, или различните посоки, в които космите растат. Грубата брада, която причинява сърбеж и възпаления е друга причина за бръснене.

- В много култури, по-специално от Източна Европа, Северна Америка и Близкия изток, жените често премахват частично или изцяло окосмяването по телата си, вярвайки че то е признак за непривлекателност или липса на женственост, или от хигиенни съображения. Жените обезкосмяват интимните си места по естетически и сексуални причини – с цел да се улесни визуалния и тактилния достъп до техните гениталии. В изобразителното изкуство от древни времена жените са изобразявани без пубисно окосмение, което в масовото съзнание е било свързано със сексуални действия и желания, и поради това е изглеждало непристойно в картините.

- Някои мъже бръснат главите си по модни съображения, за да прикрият (настъпваща) плешивина или за да изпитват повече прохлада (особено при хора, страдащи от хиперхидроза). Много по-малко жени бръснат главите си, като този акт обикновено съдържа някакво модно или политическо послание.

### Религиозни причини
Бръсненето на главата е част от будистката, християнската, мюсюлманската, индуистката и джайнистката религиозни традиции. Будистките и християнските монаси при ръкополагане често остригват косите си, монасите в Тайланд премахват и веждите си. Главите на децата на брамините ритуално биват избръснати. В някои части от будисткия свят има практика главите на по-слабите и болнави деца да се бръснат, но да им се оставя по един кичур, с големина в зависимост от здравословното им състояние. Когато то се подобри, кичурът също бива обръснат.
Бахайската вяра изрично забранява бръсненето на главата. Юдаизмът забранява бръсненето на определени области от главата. Още по-строги в това отношение са сикхите, които забраняват премахването на каквото и да телесно окосмяване. За сикхите поддържаните дългите коси са признак на благочестие.

### Обезкосмяването в армията
Във военните организации късата подстрижка или напълно обръсната глава са нещо обикновено. В полеви условия войниците могат да бъдат масово поразени от въшки, кърлежи и бълхи. Освен това, в трескавия войнишки график времето за лична хигиена е сведено до минимум или напълно отсъства. От жените в армията не се изисква да се бръснат, но късата коса е задължителна.
Много военни организации изискват също от мъжете да поддържат гладко-избръснато лицето си, тъй като лицевото окосмение може да попречи на херметическия затвор при екипировка за дишане и безопасност, например противогаз, кислородна маска.

### Обезкосмяването като наказание
В някои ситуации, окосмяването се премахва като форма на наказание. Преди Втората световна война нацистите често са остригвали брадите на евреите, като прелюдия към други форми на насилие. След Втората световна война обръсването на главите е било типично наказание във Франция към жени, сътрудничели на нацистите по време на окупацията, и особено на жени, които са се отдавали сексуално.
В арабските страни, обръсването на брадата и веждите е използвано понякога за унижаване на хората.
В САЩ, на осъдените на смърт чрез електрически стол, минути преди екзекуцията се избръсват гладко темето, брадата, веждите и единият крак, за бъдат свъзрани електродите в затворена верига и да се улесни протичането на електрическия ток в тялото на подсъдимия.

## Методи за обезкосмяване
Методите за премахване на нежеланото окосмяване са много и разнообразни, могат да са както за временно така и за трайно обезкосмяване.
- Бръснене: Това е може би най-евтиният и разпространен начин за премахване на нежеланите косми; не отнема много време, не е трудоемък и болезнен. Бръсненето не е ефикасен начин за обезкосмяване, защото след няколко дни космите са налице по-тъмни и дебели. Неправилното бръснене (срещу косъма) може често да доведе до подкожен растеж на космите.

- Депилация: Метод, при който се използва най-често азотна киселина под формата на кремове, за да се разгради външната част от косъма. Депилацията има ефект подобен на този на бръсненето и за това не е ефективен метод.

- Скубане: Косъмите се сгубят с пинсети или пръсти.

- Епилация: Включва механичните методи за обезкосмяване и съвременните технологии за премахване на косъма. Представлява отскубване на косъма заедно с корена му. Може да бъде съпроводено с неприятно чувство на парене и средна до силна болка. Съществуват уреди за домашно ползване, наречени епилатори, които разполагат с около 20 въртящи се дискови пинсети. При много хора епилацията има траен ефект след определен брой процедури, които обаче са последвани от неприятни усложнения като: подкожни косми, фоликулити и тежки или леки възпаления на кожата в зависимост от общото състояние на имунната система на човека.

- Кола маска: евтин, но трудоемък метод, при който космите се отскубват от корена с помощта на смоли или силно лепкави субстанции, залепващи се върху окосмения участък и налагащи се върху тях ленти от плат. Методът кола маска има известен ефект след определен брой процедури, изразява се с по малко болка от механичната епилация, с подобни усложнения, но по-слабо изразени. Най-често се предлага в две разновидности – студена и топла кола маска.

- Шугаринг: Космите се махат, чрез нанасяне на смес от захар и вода върху кожата. Дърпа се по посока на растежа на косъма.[1]

- Обезкосмяване с конец: Метод, при който космите се захващат, чрез прекарване на осукан конец по кожата.

- Лазерна епилация: начин на обезкосмявене, при който лазерен лъч се насочва към косъма, за да се абсорбира меланина в косъма, при което се отделя топлинна енергия и унищожава фоликула на косъма. След тази процедура на мястото на стария фоликул е почти невъзможно да порасте косъм. Процедурата не е болезнена и се извършват през 45 – 60 дни, като за някои зони (например крака) и през 90 дни. Използвайте за почти всеки тон на кожата.[2] Като странични ефекти могат да се посочат появявата на петна (пигментации и депигментации) по кожата, като най-често те са вследствие на излагането на слънце/солариум непосредствено преди или след лазерна епилация, както и при неспазването на всички останали задължителни условия за провеждане на терапия с лазер (прием на медикаменти с високо съдържание на вит. А и Е, които засилват фоточувствителността на кожата, както и някои групи антибиотици). При лазерната епилация съществуват три вида лазери - диоден, александритен, и ND: YAG.
- SHR (Super Hair Removal) е най-новата технология в лазерната епилация. SHR ефективно третира всички типове кожа, дори загоряла кожа и всички типове коса. SHR технологията комбинира IPL технология с пулсираща светлина, което ни позволява да постигнем обезболяване без болка. [3]

- Фотоепилацията: Фотоепилацията не е лазер, въпреки че машината работи със светлина. Светлинната енергия цели загряването на космения фоликул, но по-скоро води до неговото временно „заспиване“. Изискват се множество процедури като две процедури фотоепилация се извършват на интервал от 25 – 30 дни. Фотоепилацията се реферира като IPL, при което се използва интензивна пулсова светлина във фазата на растеж на косъма [4] и DPC епилация, при която косъма се охлажда допълнително с цел максимално притъпяване на евентуалната болка при процедурата.

- Трихофилия
- Хирзутизъм
- Диодна епилация – използва LED, а не лазерни диоди.